# Jigoku Sensei Nūbē
Jigoku Sensei Nūbē (地獄先生ぬ〜べ〜, litt. « Le professeur de l'Enfer, Nûbê ») est un manga écrit par Makura Shō et dessiné par Takeshi Okano. Il est prépublié entre septembre 1993 et mai 1999 dans le magazine Weekly Shōnen Jump de l'éditeur Shūeisha et est compilé en un total de trente-et-un tomes. Le manga a connu plusieurs adaptations en anime, sous forme de série télévisée, OVA ou films d'animation, ainsi qu'en drama.
Une suite intitulée Jigoku Sensei Nūbē Neo est publiée de mai 2014 à 2018 dans le magazine Grand Jump Premium puis dans Saikyō Jump.

## Synopsis
Meisuke Nueno, plus communément appelé Nûbê, est un professeur de 25 ans, enseignant dans une école primaire et ayant en sa charge la classe 5-3. Très maladroit, facile à vivre, et très aimable, il garde un lourd secret sous son gant sur sa main gauche. Il a une main monstrueuse, et c'est un grand exorciste, il a également la capacité de sentir les fantômes et les mauvais esprits. Ainsi, il protège ses chers étudiants contre ces âmes mauvaises avec sa main monstrueuse, s'avérant très puissante.

## Manga
La série Jigoku Sensei Nūbē est prépubliée dans le magazine Weekly Shōnen Jump entre 1993 et 1999. L'éditeur Shūeisha compile par la suite les différents chapitres en trente-et-un tomes entre le 11 janvier 1994 et le 3 septembre 1999. Une édition en vingt tomes au format bunko est ensuite publiée entre janvier et novembre 2006,.
Un one shot spécial est publié le 2 avril 2014 dans le magazine Grand Jump. À cette occasion, la suite intitulée Jigoku Sensei Nūbē Neo est annoncée et débute le 28 mai 2014 dans le magazine Grand Jump Premium. Le premier volume relié est publié par Shūeisha le 3 octobre 2014.

## Anime
Plusieurs adaptations animées ont vu le jour par le studio Toei Animation. Une série télévisée d'animation de 49 épisodes a été diffusée sur TV Asahi initialement du 13 avril 1996 au 7 août 1997. En parallèle à cette diffusion, trois OVA sont parus entre avril 1996 et juin 1997. Enfin, trois films d'animation sont sortis : le premier le 6 juillet 1996, le deuxième intitulé Jigoku Sensei Nūbē: Gozen 0 toki Nūbē Shisu le 8 mars 1997 et le troisième intitulé Jigoku Sensei Nūbē: Kyōfu no Natsu Yasumi! Asashi no Uni no Gensetsu le 12 juillet 1997.
Une nouvelle adaptation animée, produite par le studio Kai, est en cours de diffusion à la télévision japonaise depuis le 2 juillet 2025.

## Drama
L'adaptation en drama est annoncée en juin 2014. Celui-ci est diffusé à partir du 11 octobre 2014.

## Jeu vidéo
Meisuke Nueno apparaît en tant que personnage jouable dans le jeu vidéo J-Stars Victory Vs sorti en mars 2014 sur PlayStation 3 et PlayStation Vita. Certains personnages apparaissent aussi dans le jeu vidéo Jump Ultimate Stars.